# Brikama
Brikama – miasto w Gambii; ok. 101 tys. mieszkańców (2012), ośrodek administracyjny Western Division. Drugie co do wielkości miasto kraju.